# Stambeni neboder
Stambeni neboder je svaki neboder građen za stanovanje ljudi.
Najpoznatiji su tzv. "commieblockovi", negdje zvani i "towerblockovi" premda se danas više gotovo i ne grade.
Visina kata im je obično do 3 m.
Najviši isključivo stambeni neboder na svijetu je Q1, u Queenslandu, u Australiji.  
U Hrvatskoj, titulu najviših nebodera nose 96 metara visoka dva nebodera "blizanca" na adresi Franje Čandeka 23a i 23b u Rijeci. Ta dva nebodera su glasila za najviše stambene nebodere i u bivšoj Jugoslaviji. Uz prizemlje i 28 katova stambene namjene, imaju još 2 kata namijenjena poslovnim djelatnostima u razizemlju i suterenu što je ukupno 30 katova.

## Poveznice
- Neboder
- Zagrebački stambeni neboderi

## Vanjske poveznice
- Emporis.com